# Saint-Quentin-les-Chardonnets
Saint-Quentin-les-Chardonnets är en kommun i departementet Orne i regionen Normandie i nordvästra Frankrike. Kommunen ligger i kantonen Tinchebray som tillhör arrondissementet Argentan. År 2022 hade Saint-Quentin-les-Chardonnets 317 invånare.

## Befolkningsutveckling
Antalet invånare i kommunen Saint-Quentin-les-Chardonnets
| Referens: INSEE |